# Zemene Mesafint
La Zemene Mesafint (nome in lingua ge'ez, tradotto talvolta come "Era dei Giudici", con riferimento al Libro dei Giudici, ma anche come "Era dei Principi") fu un periodo della storia d'Etiopia compreso fra la metà del XVIII secolo e il 1855, in cui il paese fu teatro di una grande instabilità politica e di frequenti conflitti. In quest'epoca, il potere dell'imperatore era fortemente circoscritto, e numerosi signori della guerra si contendevano il controllo del territorio. Il secolo fu caratterizzato da un ristagno nello sviluppo sociale e culturale dell'impero, che fu attraversato da conflitti religiosi sia all'interno della Chiesa ortodossa etiope sia tra la Chiesa stessa e i musulmani.
Tradizionalmente, l'inizio della Zemene Mesafint viene fatto coincidere con la deposizione dell'imperatore Iyoas I d'Etiopia ad opera del ras Mikael Sehul (1º maggio 1769); alcuni storici lo riconducono invece all'incoronazione di Iyoas (26 giugno 1755) o, ancora prima, all'assassinio di Iyasu I (13 ottobre 1706), evento a cui si può attribuire la successiva decadenza del potere imperiale in Etiopia. La fine della Zemene Mesafint si fa in genere coincidere con l'incoronamento dell'imperatore Teodoro II, che attraverso una serie di sanguinose battaglie (dalla battaglia di Gur Amba del 17 settembre 1852 a quella di Derasge del 1855) riprese il controllo del paese.

## Sviluppi storici
Il primo tentativo da parte dell'aristocrazia etiope di prendere il controllo dell'impero ai danni della dinastia salomonica avvenne alla morte dell'imperatore Tewoflos. I nobili riuscirono a far salire al trono un loro protetto, Yostos, che però regnò solo per breve tempo. A Yostos successe un nuovo rappresentante della dinastia salomonica, Iyasu II, che era di fatto controllato da sua madre Mentewab. Mentre Iyasu II era solo un bambino, Mentewab riuscì a farsi incoronare corregnante insieme a suo figlio, un fatto senza precedenti nella storia dell'impero.
Nel 1755, alla morte di Iyasu II, fu incoronato Iyoas I, suo figlio. Mentewab cercò di mantenere il trono continuando a corregnare col nipote come aveva fatto con il figlio. Questo creò un conflitto fra Mentewab e Wubit, vedova di Iyasu, che reclamava il posto per sé. Il conflitto fra le due regine diede origine all'ostilità fra i rispettivi sostenitori: i Kwaran in sostegno a Mentewab e gli Oromo a Wubit. I due gruppi non giunsero a uno scontro armato grazie all'intermediazione del Ras Mikael Sehul. Lo stesso Sehul, in seguito, iniziò ad accampare pretese al trono dando vita a una terza fazione. Quando Mentewab e Iyaos iniziarono a intrecciare rapporti con gli Oromo, Sehul si vide minacciato e depose l'imperatore il 7 maggio 1769 facendolo assassinare una settimana dopo.
Il 7 maggio 1769, con la deposizione dell'imperatore Iyoas I da parte del Ras Mikael Sehul, ebbe inizio l'Era dei Principi, caratterizzata da una forte instabilità politica e sociale. Il potere degli imperatori venne fortemente ridotto, in favore di quello dei reggenti che tuttavia non riuscirono mai a controllare i vari Ras dell'Etiopia, che cominciarono a combattersi l'un l'altro per espandere i propri feudi, facendo cadere il paese in una lunga guerra civile.
La morte di Iyaos viene spesso indicata come il punto di svolta della storia etiope che diede inizio all'era dei principi (Zemene Mesafint) in cui il potere della dinastia reale divenne sempre più debole. Un nuovo successore alla corona, Giovanni II fu assassinato da Sehul, che infine mise sul trono un suo giovane protetto, Tekle Haymanot II. Nei secoli successivi periodi di stabilità si alternarono a scontri interni e lotte per il potere (nel XVIII secolo, per esempio, l'imperatore Tekle Giyorgis I salì al trono e ne fu deposto ben sei volte). I conflitti interni contribuirono a isolare l'Etiopia dai paesi europei. Nel 1805, gli inglesi inviarono una missione nell'impero allo scopo di ottenere il permesso di utilizzare un porto nel Mar Rosso come misura preventiva in seguito all'espansione della Francia nell'area. Questa missione ebbe successo e pose le basi di un rapporto stabile fra Etiopia e Regno Unito. Nello stesso periodo, il ras Wolde Selassiè del Tigrè salì al trono dopo un duro scontro con il pretendente Gugsa di Yejju.
A partire dal 1852 il Ras di Qwara Kassa Hailou intraprese una grande campagna militare per sconfiggere i signori della guerra e riunificare l'impero: l'impresa venne completata nel 1855, con la sua incoronazione a imperatore sotto il nome di Teodoro II. Il nuovo sovrano, non appartenente alla dinastia salomonica, inaugurò un importante processo di modernizzazione dello stato etiope. Si inimicò tuttavia la Gran Bretagna, che nel 1868 inviò una spedizione punitiva contro di lui; sconfitto, si tolse la vita. Con il breve regno di Teclè Ghiorghìs II, l'Etiopia ricadde nell'anarchia con continue lotte tra i vari pretendenti al trono, e ritrovò l'unità solo con Giovanni IV d'Etiopia, negus dal 1871, che morì nel 1889 combattendo i mahdisti nella battaglia di Gallabat. Con la successiva salita al potere di Menelik II, si ristabilì la continuità dinastica sul trono d'Etiopia.